# ليزلي بوردمان
ليزلي بوردمان (بالإنجليزية: Leslie Boardman)‏ هو سباح أسترالي، ولد في 2 أغسطس 1889 في سيدني في أستراليا، وتوفي في 23 نوفمبر 1975 في Watsons Bay ‏ في أستراليا.

## وصلات خارجية
- ليزلي بوردمان على موقع أوليمبيديا (الإنجليزية)
- ليزلي بوردمان على موقع اللجنة الأولمبية الأسترالية (الإنجليزية)